# ليديا هيدبيرغ
ليديا هيدبيرغ (بالسويدية: Lydia Hedberg)‏ هي مغنية سويدية، ولدت في 5 يناير 1878 في فالون في السويد، وتوفيت في 10 يونيو 1964 في سوندسفال في السويد.